# Morro da Fumaça
Morro da Fumaça é um município brasileiro do estado de Santa Catarina. Localiza-se ao sul do estado, a cerca de 180 km da capital, Florianópolis.

## História
Os primeiros habitantes de Morro da Fumaça foram os índios Carijós. Os primeiros europeus a chegarem, por volta do ano 1900, vieram da Bielorrússia. Viviam basicamente da produção de suínos. Em 1910, aproximadamente, venderam as terras a italianos. José Cechinel e sua esposa Hermínia Sóligo Cechinel foram os primeiros a fixarem residência no local, sendo considerados os fundadores de Morro da Fumaça.
Dia 6 de setembro de 1931 foi instalado o distrito de Morro da Fumaça, pertencente a Urussanga. A emancipação aconteceu em 20 de maio de 1962, tendo como primeiro prefeito eleito o Sr. Jorge Silva e Hemanoel Francisco Laureano.

## Origem do nome
Segundo historiadores, o nome se deve à neblina formada no morro onde hoje se localiza o Hospital de Caridade São Roque, sempre que o Rio Urussanga subia. Uma outra versão conta que, devido a esta neblina, tropeiros que por ali se instalavam precisavam acender fogueiras em seus acampamentos, causando a emissão de fumaça.

## Economia
Os principais empresários e empresas são de famílias tradicionais da cidade. A cerâmica sempre foi a atividade que mais movimentou a economia em Morro da Fumaça e o município é conhecido por suas olarias. Hoje a diversidade de empresas como de embalagens, produção de máquinas e têxteis ajudam na economia da cidade. O fato da maioria das empresas ser de famílias tradicionais de Morro da Fumaça, é um fator importante por concentrar o investimento no município. Os principais ramos econômicos são:
- Indústrias Cerâmicas, com produção de tijolos;
- Indústrias de Confecção e Facção;
- Agricultura, dominada principalmente pela cultura de arroz;
- Beneficiamento de Arroz e
- Extração de argila e areia.

## Acesso
Rodovias federais
- BR-101 fica a 6 km.

Rodovias estaduais
- SC-445 - ligando Morro da Fumaça a Urussanga
- SC-443 - ligando Morro da Fumaça a Criciúma e Sangão

Ferrovias
- Ferrovia Teresa Cristina

Aéreo
- Aeroporto de Jaguaruna localizado no município de Jaguaruna, distante 18 km.

## Grupos étnicos
Boa parte da população é formada por descendentes de italianos, embora haja também uma grande parcela de descendentes de portugueses e poloneses.